# Rupertus Meldenius
Rupertus Meldenius, eigentlich Peter Meiderlin, auch Petrus Meuderlinus genannt (* 22. März 1582 in Oberacker; † 1. Juni 1651 in Augsburg) war ein lutherischer Theologe und Pädagoge.

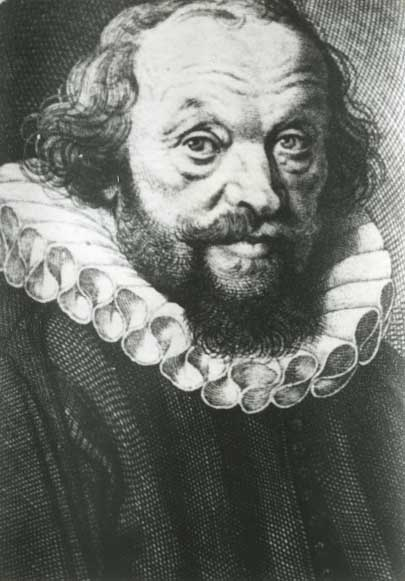
Rupertus Meldenius alias Peter Meiderlin

## Leben
Der Sohn eines schwäbischen Pfarrers studierte nach Schulbesuch in Adelberg und Besuch des niederen Konvikts in Maulbronn am Tübinger Stift, wo er Johann Valentin Andreae kennenlernte. Meiderlin war Schüler des Alttestamentlers Mathias Haffenreffer  (1561–1619) und erlangte 1601 den Grad eines Magisters. 1605 wurde er Repetent am Stift in Tübingen; 1607 übernahm er die altphilologische Professur des verstorbenen Martin Crusius. Nach einer Stelle als Oberdiakon in Kirchheim unter Teck wurde er 1612 Ephorus des evangelischen Kollegiums St. Anna in Augsburg. Dieses Amt übte er mit einer Unterbrechung 1630 bis 1632 bis zum Jahr 1650 aus.
Als Anhänger der Konkordienformel verteidigte er den Wegbereiter des Pietismus Johann Arndt in den Auseinandersetzungen um die Rechtgläubigkeit seiner Lehre. 1626 veröffentlichte Meiderlin als Ireniker in diesem Zusammenhang unter dem Pseudonym Rupertus Meldenius unter dem Titel Paraenesis votiva pro pace Ecclesiae ad Theologos Augustanae Confessionis auctore Ruperto Meldenio Theologo (Flehentliche Ermahnung zum Kirchenfrieden an die Theologen des Augsburgischen Bekenntnisses) ein Friedenswort, in dem er die streitenden Parteien zu Einigkeit im Sinne der Konkordienformel und zur Einhaltung der Nächstenliebe aufrief. Darin heißt es:
Verbo dicam: si nos servaremus in necessariis unitatem, in non necessariis libertatem, in utrisque caritatem, optimo certe loco essent res nostrae. (bei F. Lücke S. 128 Rn. 223).
(Ich sage das Wort: Im Notwendigen müssen wir Einheit bewahren, im nicht Notwendigen Freiheit, in beidem Nächstenliebe, so wird der bestmögliche Ort für unserer Sache existieren.)
Friedrich Lücke erklärte Meldenius deshalb 1850 zum Urheber der Sentenz
In necessariis unitas, in dubiis libertas, in omnibus caritas.
(Im Notwendigen Einheit, im Zweifelhaften Freiheit, in allem Nächstenliebe.)
Diese Einschätzung ist inzwischen überholt. Seit 1999 wird die Priorität Markantun de Dominis und seinem Werk De republica ecclesiastica libri X, Pars I. London 1617, lib. 4 cap. 8 Seite 676, zuerkannt, wo es heißt:
Omnesque mutuam amplecteremur unitatem in necessariis, in non necessariis libertatem, in omnibus caritatem.
(Alle werden gemeinsam im Notwendigen Einheit umarmen, im nicht Notwendigen Freiheit, in allem Nächstenliebe.)

## Werke
- Trewhertzige Erinnerung von der Weiszheit und dem Gelt: welches dem andern vorzuziehen sey; gehalten bei einem Exercitio Oratorio …, als die Alumni desz Evangelischen Collegii zu Augspurg in etlichen underschiedlichen Sprachen eben von dieser Materia peroriert und ein ansehenliche Prob gelaistet hatten …; Augsburg, 1622.
- Der kleine Catechismus für die Kipperer …; Augsburg, 1622.
- … bedencken an die Herrn Kipperer und Geltwucherer …; Augsburg, 1623.
- Paraenesis votiva pro pace Ecclesia ad Theologos Augustanae Confessionis auctore Ruperto Meldenio Theologo; gedruckt von Hieronymus Körnlein, Rothenburg ob der Tauber, 1626 (anonym veröffentlicht ohne Angaben von Jahr, Ort und Verlag). Als Anhang abgedruckt bei Friedrich Lücke: Über das Alter, den Verfasser, die ursprüngliche Form und den wahren Sinn des kirchlichen Friedensspruches In necessariis unitas, in non necessariis libertas, in utrisque caritas. Eine litterarhistorische theologische Studie; Göttingen: Verlag der Dieterichschen Buchhandlung, 1850. books.google.de S. 87 ff.
- Laus sive Commendatio Collegii Augustani Evangelici S. Annae; 1639.